# Устройство резервирования отказа выключателя
Устройство резервирования при отказе выключателя (УРОВ) — разновидность автоматики электрических сетей напряжением выше 1 кВ, предназначенная для отключения выключателя последующего участка при отказе выключателя предыдущего участка в аварийных ситуациях.

## Принцип работы
При коротком замыкании в сети релейная защита поврежденного участка подаёт сигнал на отключение выключателя, питающего данный участок, при этом пусковые органы УРОВ также вводятся в действие на отключение смежных выключателей с выдержкой времени, достаточной для срабатывания резервируемого выключателя; при успешном срабатывании последнего УРОВ возвращается в исходное состояние и блокируется. В случае, если выключатель по каким-либо причинам (неисправность механической части, его цепей управления) не отключился, то по истечении заданной выдержки времени УРОВ произведёт отключение всех смежных выключателей, питающих повреждённую линию и находящихся ближе к источнику питания (по отношению к не отключившемуся выключателю).
Для пуска УРОВ необходимо выполнение двух условий: 
1. Срабатывание релейной защиты на отключение выключателя, питающего непосредственно повреждённую линию.
2. Факт наличия аварийных параметров, свидетельствующих о том, что повреждение по каким-либо причинам не устранено.

## Особенности выполнения
УРОВ не может резервировать отказ релейной защиты не сработавшего выключателя, поэтому применение УРОВ предусматривает обязательное использование резервной релейной защиты в дополнение к основной, при этом цепи обеих защит должны быть полностью независимы друг от друга, так, что неисправность в цепи одной защиты не могла вызвать отказ другой (питание оперативных цепей производится от разных предохранителей или автоматических выключателей, каждый пусковой орган обеих защит также выполняется независимым и включаются на собственный независимый комплект трансформаторов тока, сигналы на отключение выключателей осуществляются от разных выходных реле). Обычно резервный комплект релейной защиты имеет пусковые органы по току или напряжению, выполняемые посредством:
- реле минимального напряжения прямой последовательности с блокировкой по напряжениям обратной и нулевой последовательности (при к.з. происходит уменьшение напряжения прямой последовательности и появление напряжений обратной и нулевой последовательностей).
- трёх максимальных токовых реле или одного трёхфазного максимального токового реле.

Вторые пусковые реле должны надёжно действовать при появлении к.з. в пределах защищаемого присоединения.

## Выбор уставок
Основной уставкой УРОВ является время выдержки на отключение смежных выключателей и поскольку защита подаёт сигнал одновременно сразу на отключение основного выключателя и на УРОВ (которое через выдержку времени отключает выключатели, стоящие дальше от к.з.), то для корректного действия выдержка времени УРОВ должна быть больше времени действия основной защиты на величину Δt, таким образом уставка реле времени, входящего в УРОВ должна быть равна сумме:
- времени срабатывания основного выключателя
- времени возврата защиты, пускающей УРОВ (в случае удачного отключения основного выключателя)
- времени ускорения срабатывания реле времени УРОВ (отклонение срабатывания в меньшую сторону)
- запаса по времени для большей надёжности системы.

## Преимущества
УРОВ обладает следующими преимуществами:
- высокой чувствительностью по сравнению с дальним резервированием (при котором устранение к.з. производится с помощью защит смежных участков), поскольку срабатывание происходит от защит основного присоединения
- устранение к.з. при не отключившемся выключателе в схемах электроснабжения по многоугольнику (когда выключатели соединяются в многоугольник, линии подключаются к его узлам),
- устранение к.з. при не отключившемся выключателе в схеме электроснабжения линии по двум или трём параллельным выключателями
- устранение к.з. на шинах между трансформаторами тока и основным выключателем.

## Недостатки
УРОВ обладает следующими недостатками:
- высокая сложность и ответственность, поскольку в данном устройстве сходятся цепи отключения всех смежных выключателей и цепи их защит и при неправильном действии УРОВ или обслуживающего персонала может быть обесточен большой участок сети и множество потребителей.
- при использовании УРОВ выдержки времени резервных ступеней защит смежных линий должны быть увеличены на время выдержки УРОВ (для несрабатывания защит на смежных подстанциях), что увеличивает время ликвидации к.з. этими защитами.

## Применение
Исходя из сложности и ответственности УРОВ последние применяются лишь в строго обоснованных случаях, когда дальнее резервирование не эффективно (по условиям чувствительности, быстродействию) и не может обеспечить резервирование следующих участков, при этом не отключившееся к.з. при отказе выключателя создаст резкое и опасное понижение напряжения в системе, могущее привести к потере питания больших районов и даже выпадению питающих генераторов из синхронизма и возникновением асинхронного хода; также УРОВ применяется при питании линий сразу от двух или трёх выключателей, либо в схемах электроснабжения, выполненных по многоугольникам.